# Château de Bel Air de Sigonce
Pour les articles homonymes, voir Château Bel Air.
Le château de Bel Air est situé sur le territoire de la commune française de Sigonce, dans le département des Alpes-de-Haute-Provence et la région Provence-Alpes-Côte d'Azur.

## Histoire
Il est situé à 500 mètres, au nord-ouest du village, au flanc d'une colline exposée au midi, au milieu de marronniers géants du XVIIIe siècle.
Il a été édifié du XVIe siècle au XVIIIe siècle, probablement par les Du Bousquet, coseigneurs de Sigonce sur des vestiges antérieurs médiévaux : deux ailes en équerre sont reliées par un donjon et prolongées chacune par une tour, la façade nord est couronnée d'un arc de cercle, les génoises de toutes les façades sont à 4 rangs de tuiles, privilège des seigneurs de haut rang.
À l'intérieur, un escalier monumental possède un plafond décoré de gypseries, et les linteaux des chambres sont décorés de peinture du XVIIIe siècle. Il y a dans l'escalier du château et dans le vestibule des gypseries en forme d'oiseaux, d'animaux à quatre pattes, de tête et des armoiries qu'on soupçonne être celles des Du Bousquet qui possédèrent indûment, durant de longues années, la seigneurie de Sigonce. Habitant tantôt au château de Bel-Air, tantôt celui du village.
Il y avait aussi de nombreuses cheminées à Bel Air. Beaucoup ont disparu, témoins les arrachements nombreux qui subsistent. L'une d'elles du XVIIe siècle est encore en très bon état avec des sculptures d'acanthes stylisées.
L'édifice est inscrit au titre des monuments historiques en 1990.